# Olga Tokarczuk
Olga Nawoja Tokarczuk (født 29. januar 1962) er en polsk forfatter, aktivist og psykolog, der er blevet beskrevet som en af de mest kritikerroste og kommercielt succesrige forfattere i sin generation. Hun debuterede som poet og har skrevet noveller, romaner, essays og tre filmmanuskripter. I 2018 vandt hun, som den første polske forfatter, Man Booker International Prize for sin roman Rejsende. Hun blev tildelt Nobelprisen i litteratur for året 2018 (tildelt i 2019).

## Titler oversat til dansk
- E.E. (1996)
- Broderskabets rejse (1997)
- Arilds tid og andre tider (1998)
- Kør din plov over de dødes knogler (2012)
- Dagens hus, nattens hus (2014)
- Rejsende (2016)